# Historia del uniforme del Club Sport Emelec

## Historia y evolución
Aunque la historia del futbol profesional en Ecuador comienza en 1957 con la fundación de la Serie A Profesional, la historia del Club Sport Emelec comienza décadas atrás, en el inicio de su fundación en un 28 de abril de 1929, tal como lo describe su acta de fundación. Y el 7 de junio de 1929, el equipo de fútbol de Emelec se afilió a la Federación Deportiva del Guayas. Ingresó a la Serie C, donde debutó el 24 de junio frente a Gimnástico.
Al hablar de la historia del Club Sport Emelec, necesariamente hay que dejar aclarado, que anteriormente, existió un equipo de fútbol llamado “Emelec” integrado por obreros y empleados de la Empresa Eléctrica del Ecuador Inc., que participaba anualmente en un campeonato organizado por la Liga Comercial de Fútbol de Guayaquil. Pero este “Emelec” tuvo una vida efímera y nunca constituyó una entidad debidamente organizada y con personería jurídica, ya que, simplemente, cuando llegaba el momento, sus integrantes se reclutaban entre el personal de la empresa y se integraba el cuadro.
Sin Embargo, esa historia del Emelec de 1925 de efímera vida, sirvió de inspiración para el Emelec de hoy. Así, cuatro años después (en 1929), retomando la idea y considerando la formación informal de ese club también constituido por trabajadores de la Empresa Eléctrica, Capwell forjó desde las entrañas de tierra de la electricidad un club que tenía la energía necesaria para dar luz e iluminar los corazones de una hinchada que siente el torrente de la pasión, circuita pasiones y alumbra sus vivencias con un intenso y apasionado color azul.

### La banda en el pecho
La primera indumentaria que usó el club fue clásica de la época, con una camiseta de color negro con cuello y pantaloneta blanca. En 1940 los colores de la camiseta pasaron a ser celeste y gris, y no fue hasta 1961 que el club usó por primera vez su tradicional camiseta azul con una franja diagonal de color gris.

## Evolución del uniforme

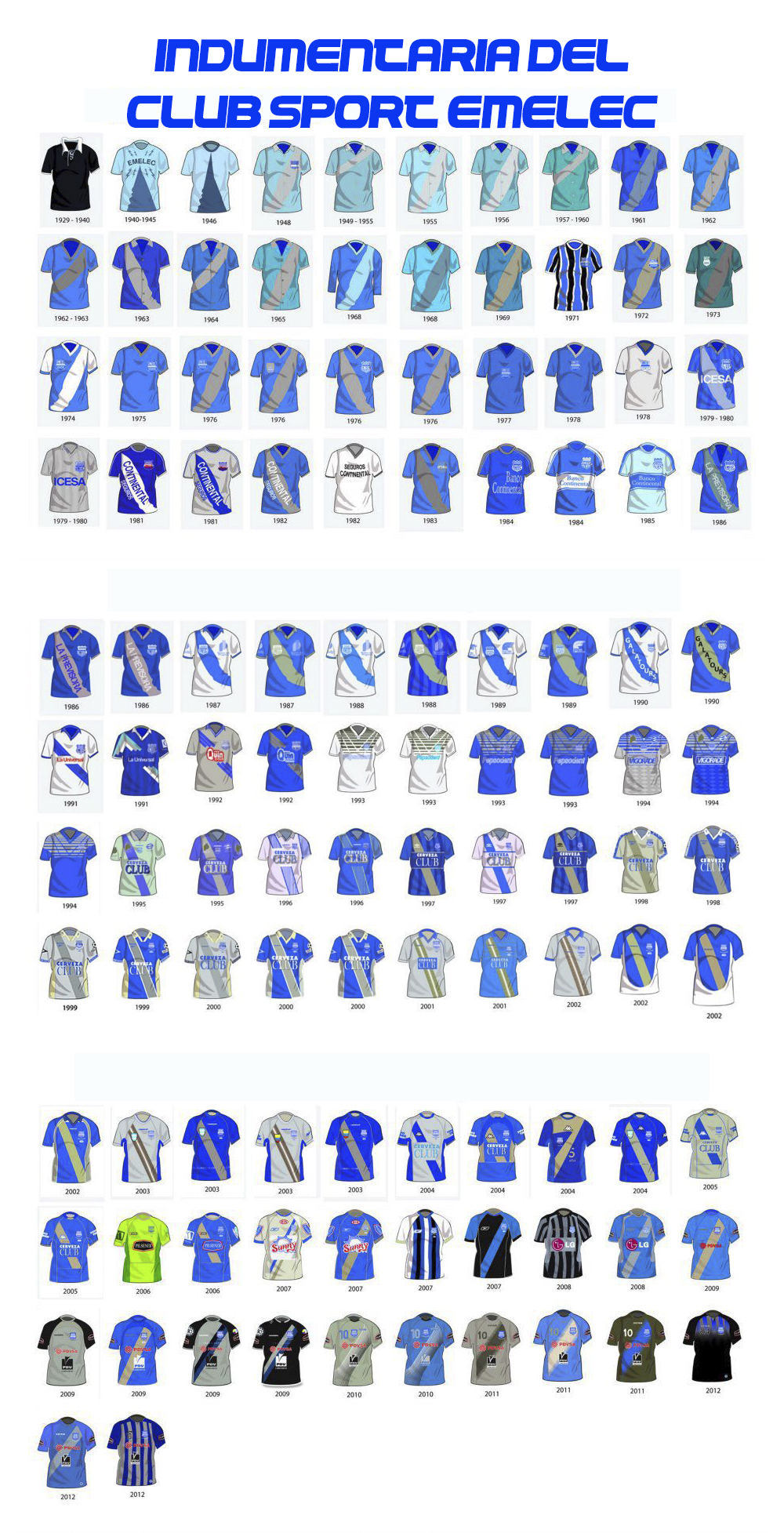
Indumentaria del Club Sport Emelec

En su origen el color principal del uniforme fue de color negro, que era colores clásicos de uniformes de futbol de la época y que adoptó para jugar en la Liga Comercial, con el pasar de los años y durante su carrera al ascenso en el torneo de la Fedeguayas los colores cambiaron a celeste con gris, celeste con blanco, y finalmente durante la era del profesionalismo aparecieron  los colores ya tradiciones azul y gris.

### Década de 1929 a 1939
1929-1940.- La primera camiseta que utilizó Emelec fue negra, con cuello blanco en V y solapa, corchetes y amarrado con cordones. Debutó ante Gimnástico Ecuador cayendo 2-1. Durante tres años jugó en la serie C de la Fedeguayas. De 1932 a 1940 lo hizo en la Liga Comercial.

### Década de 1940 a 1950
1940 – 1945.- En 1940, Emelec cambió de colores su camiseta, del negro pasó al celeste con gris. La camiseta tenía un triángulo con la palabra EMELEC en la parte superior. Lo utilizó para jugar en la Serie C del torneo de Fedeguayas donde ganó todos los títulos de ascenso hasta llegar en 1943 a la serie A.
1946.- Este año la camiseta era celeste con cuello redondo, ya no tenía la palabra EMELEC en la parte superior y el triángulo llegaba hasta el cuello. Con este equipo Emelec logró su primer título en el fútbol de primera categoría al ganar el campeonato amateur del Guayas.
1948.- En 1948 al convertirse en el pionero de los equipos ecuatorianos en jugar el primer torneo internacional oficial de monarcas de Sudamérica, llamada la “Copa de Campeones”, por primera vez se adoptó la camisa de seda abotonada con gafetes, que era de color celeste.
1949 – 1955.- Por espacio de seis años Emelec lució la camisa celeste con una franja perpendicular blanca, situada en la parte alta de la casaquilla, casi junto al cuello. Con este uniforme jugó los últimos torneos amateur y primeros profesionales de Guayas.
1956.- Con un uniforme con camisa celeste con cuello de solapa y franja perpendicular blanca ocupando la parte central, Emelec logró su primer título en el profesionalismo como tal, al ganar el campeonato de Guayas de 1956 con una plantilla de lujo con jugadores como Yu Lee, Ubilla, Arguello, Balseca, Raffo, Jorge y mariano Larraz, Riveros, Miranda, Herrera.
1957 – 1960.- Con la tradicional camisa abotonada de color celeste y franja blanca, y la base de jugadores que fueron campeones de Guayaquil en 1956, Emelec logró un hecho histórico en el fútbol ecuatoriano al ser el primer equipo en coronarse campeón nacional.

### Década de 1960
1961 – 1962.- Ya con el color azul en la camisa en lugar del celeste y teniendo la franja ploma muy clara (casi blanca), Emelec volvió a coronarse campeón nacional en 1961, clasificando a su primera Copa Libertadores (1962). El azul se convirtió en el símbolo hasta nuestros días.
1962-1963.- Alternando con la tradicional camisa abotonada en algunos partidos del campeonato local y hasta inicios de 1963, Emelec optó por una camiseta de algodón de cuello en V y vivos en las mangas con un plomo más intenso.
1963.- Se volvió a la camisa abotonada celeste con la franja blanca de los primeros años. Con ella brillaron los “5 Reyes Magos”, Balseca, Raymoni, Raffo, Ortega y Bolaños; figuras del célebre “Ballet Azul” que además tenía al portero Maggereger, Magri, Pineda y Cruz Avila.
1964.- Continuando con el tradicional diseño de la camisa y volviendo al azul, ahora más intenso, Emelec se coronó campeón de Guayaquil teniendo como nuevas figuras a Baldi, Iris y Merizalde. De la tradicional se conservó la franja blanca que se la utilizaría por espacio de 10 años.
1965 – 1966.- En 1965, Emelec logró su tercera corona de campeón nacional y adoptó a su camiseta el color azul eléctrico con franja ploma oscura. El diseño estuvo hasta 1966, año en que fue campeón de Guayaquil y vicecampeón nacional, continuó siendo de camisa de seda abotonada y cuello con solapa.
1967.- Emelec inició el año con la tradicional camisa celeste abotonada de franja ploma clara, con la que comenzó jugando la Copa Libertadores. Para los partidos de visitante cambió la camiseta con cuello de solapa de color celeste claro y banda ploma que mantuvo hasta fines de año, en el que terminó siendo vicecampeón nacional y volviendo a Copa.
1968.- Este año fue muy variado en uniformes. Lucía camisa y camiseta; a veces manga larga y otras corta. En enero de 1968, en un amistoso con Barcelona, estrenó una camiseta celeste claro con cuello en V de solapa y una franja ploma, muy clara, que usó en los partidos de preparación a la Copa Libertadores.
Para la Copa e inicios del campeonato nacional, Emelec mantuvo el diseño y el color celeste de la camiseta anterior, aunque oscureció ostensiblemente los tonos. Así, la casaquilla era de un celeste más fuerte, igual que la franja que además era un poco más ancha. Otra variación fue en el cuello que seguía siendo en V pero no tenía solapa.
A mediados de año y en el campeonato nacional, Emelec volvió a usar la tradicional camisa de seda abotonada con gafetes, igual a la de 1965-1966. El tono era de un azul fuerte y el diseño tenía el cuello en V plomo y vivos del mismo color en las mangas. La franja era ploma pero en un tono claro, casi celeste. El uniforme lo mantuvo casi por cuatro meses.
Un nuevo cambio, el cuarto, tuvo el uniforme de Emelec en el mismo año (68). Esta vez para la segunda parte del campeonato nacional, se volvió a la camiseta de algodón que nuevamente tuvo el color azul intenso. El uniforme mantuvo el diseño tradicional de la franja cruzada ploma que también era más intensa. Futbolísticamente no logró sitiales estelares.

### Década de 1970
1969 – 1970.- Entre 1969 y mediados del 70, salvo algunos amistosos que usó camiseta, Emelec mantuvo la tradicional camisa de seda azul, con botones y franja ploma oscura. Ya no se jugaban los campeonatos locales y se vivió una etapa crítica porque a finales del 69 se separó del club a su figura símbolo, Jorge Bolaños.
A finales de 1970, Emelec varió totalmente su diseño y dejó momentáneamente la camisa azul con su tradicional franja ploma, para optar por una camiseta azul de cuello en V y vivos en la manga que tenía unas delgadas rayas verticales plomas, e incluyó por primera vez el escudo que antes sólo lo usaban los arqueros. Ese año fue vicecampeón
1971 – 1972.- Para la Copa Libertadores de 1971 y hasta inicios del 72, Emelec hizo un revolucionario cambio en su diseño, olvidándose completamente de lo tradicional. Esta vez la camiseta era a rayas verticales azul, blanco y gris oscuro que mantenía el escudo en el pecho y tenía el cuello redondo con vivos blancos en las mangas.
1972 – 1973.- Emelec volvió a sus raíces y nuevamente usó su tradicional uniforme de camiseta azul con franja ploma, cuello en V y escudo, con el que se coronó campeón nacional de 1972 con figuras extranjeras como García, Prospiti, Lamberk, De María y los nacionales Lasso, Camacho, Guerrero, Ortiz, Tenorio, Guime. El uniforme duró hasta la Copa Libertadores de 1973.
1973.- Teniendo como base el diseño anterior de camiseta azul y franja ploma, Emelec hizo una pequeña variante en el cuello que a veces era en V y otras redondo, pero con vivos azules y plomos.
1974.- Emelec dejó a un lado el color plomo y volvió a utilizar el blanco en su uniforme. Así realizó algunas variantes significativas en su camiseta, como convertir en blanca la franja y ponerle ese color a la totalidad de las mangas que cerraba con vivos azules, además se mantuvo el escudo.
1975.- Nuevamente, Emelec dio un cambio radical a su uniforme. Esta vez cambió el color azul por un celeste claro y eliminó la franja, para optar por un sencillo diseño de camiseta llana con vivos plomos, que tenía sobre la manga tres rayas verticales plomas, lo que sí mantuvo fue el escudo.
1976 – 1977.- Una vez más, Emelec volvió a sus raíces tradicionales y regresó a la camiseta azul con franja ploma con vivos en el cuello y las mangas del mismo color. Entonces tuvo algunas figuras importantes como García, Camacho, Armendáriz, De María, Guime y Paredes.
1977 – 1978.- Nuevamente tuvo un cambio radical en el diseño. Esta vez eliminó la tradicional franja ploma y optó por una camiseta llana azul oscura de cuello en V que tenía el escudo en la camiseta.
1979.- Por primera vez en la historia, Emelec incluyó publicidad en su camiseta, con la empresa ICESA, que fabricaba equipos de sonido y televisores. Fue un año brillante para el equipo que además de retornar a sus raíces y volver a vestir la tradicional camiseta azul con franja ploma, se coronó campeón nacional con Onzari, Miori, Quiñónez, Torres Garcés, Armendáriz, Gómez.

### Década de 1980
1980.- En la Copa Libertadores, Emelec continuó con el auspicio de ICESA y mantuvo su camiseta tradicional a la que le hizo unos ligeros retoques como variar el diseño del cuello que era en forma de V con solapa, oscureció un poco el tono del azul y la franja ploma. En la mitad del año Emelec hizo una renovación en la plantilla de jugadores y también cambió en el diseño de su camiseta que seguía teniendo a ICESA como auspiciante. La variación se dio en el cuello que era en V cerrado y con solapa.
1981.- Por primera vez en la historia de los campeonatos nacionales, Emelec jugó en la serie B. En aquella época había ascenso a mitad de temporada y Emelec volvió a la A rápidamente. Inicialmente jugó con el uniforme tradicional, luego se regresó a los inicios, cuando se usaba franja blanca. El auspiciante también cambió y era Seguros Continental.
1982.- Emelec no cambió de auspiciante, pero si de diseño, pues volvió a su tradicional uniforme de camiseta azul con banda ploma. El 82 fue un año difícil para el club, que atravesó una crisis económica que derivó en una huelga de jugadores, en la que fueron separados, por los directivos, casi todos los titulares.
1983 – 1984.- Este fue el único año que Emelec no llevó publicidad en la camiseta desde que llegaron los patrocinadores al fútbol ecuatoriano. El diseño continuó siendo el tradicional de camiseta azul y franja ploma.
1984.- Luego de jugar algunos partidos con la camiseta tradicional y sin auspicio, y ya con el campeonato en marcha, Emelec recibió un nuevo patrocinador (Banco Continental) con el que varió considerablemente su uniforme al eliminar la banda tradicional y usar una camiseta sencilla que tenía las letras del auspiciante a todo lo ancho.

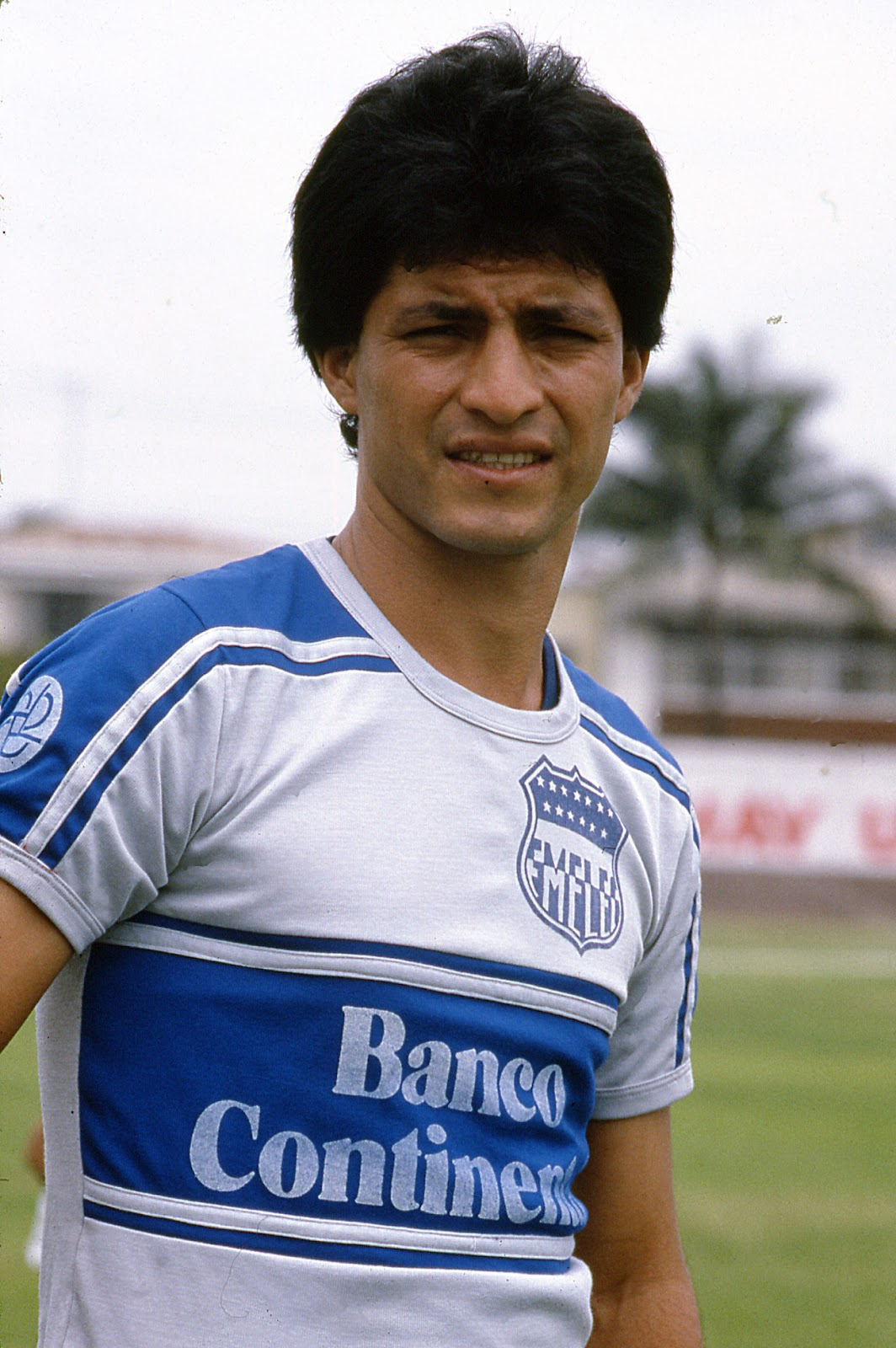
Camiseta titular de la temporada 1985

1985.- Un nuevo cambio drástico se dio en el uniforme de Emelec que varió en colores y forma. El azul tradicional de la camiseta cambió por un tono blanco y la franja cambió de dirección por primera vez. Ahora la banda era horizontal, ancha y de color azul que tenía en los bordes dos líneas delgadas y vivos en las mangas.
1986.- Un nuevo auspiciante llegó a Emelec (Banco La Previsora) y también volvió a las raíces al implantar nuevamente el uniforme de camisa de seda abotonada con gafetes de azul con la franja ploma vertical, típico en los años 60, a la que ahora se incluyó el escudo y el anuncio del patrocinador en la banda.
1987 – 1988.- Emelec cambió de banco (Banco del Progreso) y llegaron días mejores. Volviendo a la camiseta, mantuvo el diseño tradicional que incluía tener la franja sin publicidad, que iba en el pecho y la manga. En 1988 se reencontró con el título. Eran los días de Baldriz, Falero, Beninca, Cárdenas, Avilés, Minda, Cangá, Fajardo, Verduga.
1989.- Fiel a su origen de equipo eléctrico, Emelec encontró un auspiciante afín (Electrocables) con el que mantuvo su buena racha deportiva al lograr el subtítulo nacional y clasificar a Copa Libertadores. El uniforme siguió siendo el tradicional de camiseta azul y franja ploma sin publicidad en la banda, pues el anuncio iba en la parte superior.

### Década de 1990
1990.- En los primeros meses de 1990, Emelec no tenía auspiciante al no renovar con el patrocinador anterior, por lo que usó su tradicional camiseta azul con franja ploma como en sus inicios. Con un nuevo auspiciante, la empresa turística Galatours, Emelec conservó su tradicional uniforme, aunque nuevamente se incluyó publicidad en la franja. La camiseta tuvo una variación, la tela, que ahora tenía perforaciones para evaporar el sudor y evitar que se haga pesada.

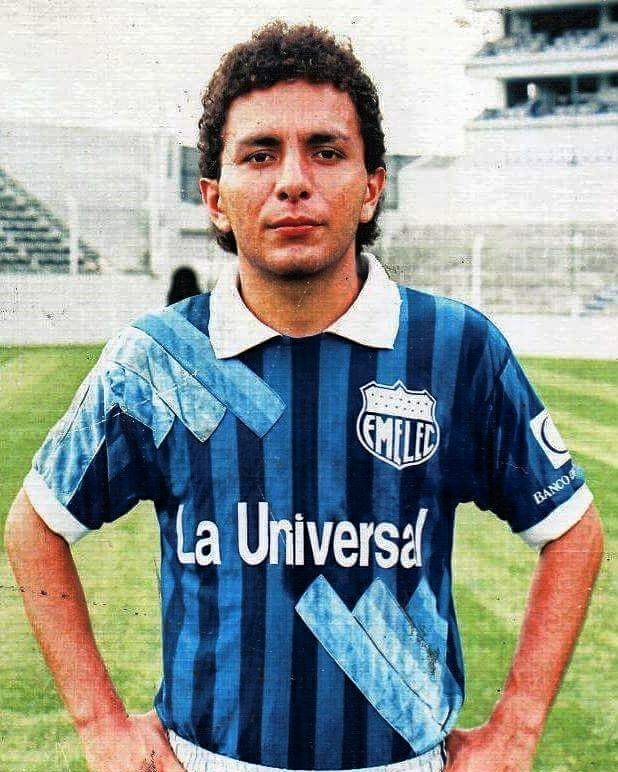
Camiseta de Emelec en 1991

1991.- Año de cambios, tanto en lo comercial como en lo deportivo. Llegó un nuevo auspiciante (La Universal) y cambió la camiseta que tuvo un tono azul más claro y la franja que se cortaba en el medio por la publicidad tenía tres rayas celeste, blanca y ploma.
1992.- Emelec cambió de auspiciante, se relacionó con bebidas gaseosas (Qüin Cola) y empezó a saborear lo dulce del trabajo planificado, apostando a una renovación exitosa: la generación de Hurtado, Tenorio, Coronel, Espinoza, Fernández. El uniforme fue el tradicional, con variación en el cuello, mangas y franja que tenía tres rayas plomas cortada por el anuncio.
1993.- Con un nuevo auspiciante, la pasta dental Pepsodent, Emelec hizo una revolucionaria variación a su camiseta. La franja desapareció, ahora la parte superior era llena de rayas verticales plomas con líneas perpendiculares azules. Al centro estaba el patrocinador y a un lado el escudo. Con figuras como fajardo, Verduga, Cárdenas Capurro, Morales, Hurtado se coronó campeón.
1994.- Emelec cambió de auspiciante, a la bebida energizante Vigorade y con vigor se coronó por primera vez en su historia bicampeón nacional. La camiseta tenía el mismo diseño anterior, con algunas variantes. Esta vez el escudo estaba al centro sobre el nombre del patrocinador, y en el cuello+ estaba el nombre del fabricante del uniforme (Umbro).
1995.- Emelec cambió de auspiciantes y llegó a tener cuatro patrocinadores. Con cerveza Club como principal se embriagó de triunfos y logró su mejor participación en Copa (semifinalista). Se retomó el tradicional diseño de camiseta azul y franja ploma. En medio de la banda estaba Club, a los lados Banco del Progreso y Empresa Eléctrica y en el cuello Umbro.
1996.- Emelec confirmó a Cerveza Club como auspiciante, que renovó en los seis años siguientes. La camiseta tradicional bajó el tono azul, con relación a la anterior, y la banda tuvo otro estilo. Ahora la franja ploma tenía varias líneas que combinaba con vivos azules. El patrocinador estaba en el medio y en una manga y a un lado Umbro. Fue vicecampeón.
1997.- Manteniendo el diseño tradicional, Emelec hizo unas variantes a su camiseta. Para empezar, la tela era brillosa con ligeras rayas transparentes de color azul, pero en varios tonos. El cuello era en V con solapa y vivos plomos. El nombre del patrocinador estaba en un rectángulo y también constaba la marca fabricante de la ropa (Umbro). 
1998.- La camiseta tradicional tuvo un nuevo fabricante (Reebok) y sufrió variaciones. El cuello ahora era blanco al estilo en V con solapa. En las mangas había varios patrocinadores, (Club, Reebok y Viatecsa) que compartían espacio con figuras del escudo y un balón. Este año fue vicecampeón y tuvo en sus filas al goleador mundial Iván Kaviedes con 43 goles.
1999.- Emelec, que en esta temporada clasificó a la Copa por ser tercero gracias a un cambio en la reglamentación, usó su tradicional camiseta con cuello blanco y líneas verticales plomas a los lados. El nombre del auspiciante (Club) estaba en la mitad a todo lo ancho y en la manga había más patrocinadores (Reebok, Saeta y Viatecsa). Casi igual que la del 1998.

### Década del 2000
2000.- Emelec cerró el siglo XX aferrado a su diseño tradicional al que le dio una ligera renovación. En los lados de la camiseta había unas franjas anchas plomas. En la parte superior estaba el escudo y sus estrellas, el cuello blanco tenía el signo del fabricante (Reebok). En las mangas había más patrocinadores Viatecsa, Saeta, Reebok y atrás GNC.
2001.- En los inicios del siglo, Emelec que se coronó campeón nacional, configuras como Poroso, Sánchez, Candelario, Juárez, Borja, Hidalgo, Viteri, mantuvo su tradicional camiseta con una variación al tener ligeras rayas horizontales plomas en la parte superior. El cuello era en V con rayas plomas y sobre las mangas unos bordes del mismo color.
2002.- Por primera vez en los últimos años, tras la llegada de los patrocinadores, Emelec dejó de tener uno principal. Así su camiseta tradicional que tuvo considerables variaciones estuvo limpia de anuncios. Esta vez la camiseta azul de franja ploma era bordeada por unas líneas blancas que ocupaban los dos lados de la camiseta y la parte baja. El escudo estaba a un lado. Esté año se logró el segundo bicampeonato.
2003.- Nuevamente Emelec continuó sin patrocinadores principal en la camiseta tradicional que ahora tuvo cómo innovación principal la inclusión del escudo de Guayas (para campeonato) y del Ecuador (para Copa). El escudo del equipo estaba a un lado. La tela es de tipo “malla”, el cuello es redondo cerrado y en los bordes y las mangas hay una ligera línea ploma.
2004.- Teniendo como fabricante a la firma Kappa, este año Emelec lució un uniforme más moderno, con mangas tipo aletas y cuello redondo. En el pecho lucía la marca deportiva y el escudo de Emelec. La franja ploma se recorta con la publicidad de Cerveza Club. Ahora cuenta también con bordes plomos a los costados debajo de las mangas y una franja curva azul más fuerte que cruza el pecho. Otros auspiciantes fueron Toyo Tires en las mangas y Prima en la parte posterior.
2005.- Se conservó un diseño similar al anterior, con el mismo fabricante (Kappa) y ligeras variaciones. Se eliminaron los bordes plomos a los costados bajo las mangas. Después de 10 años de ser el anunciante principal, este fue el último año que Cerveza Club fue el anunciante principal.
2006.- Este año el fabricante pasó a ser Lotto y Emelec cambió de cerveza como su patrocinador principal. Esta vez en la parte frontal, cortando la banda ploma, estuvo Pilsener con un logotipo en color rojo, que rompió la tradición de que los auspiciantes frontales siempre se conservaban en color blanco. El diseño no varió mucho al de los dos últimos años, con la diferencia de que el cuello era en V. La novedad este año fue el uniforme alterno, en el que se utilizó un color verde claro fosforescente. Otros anunciantes fueron Movistar, Canal Uno y Prima. Se logró el vicecampeonato y se volvió a la Libertadores.
2007.- El 2007 la camiseta sufrió varios cambios en su diseño. Volviendo a Reebok, ahora RBK, como fabricante, la banda ploma cambió de orientación, volviendo a ser de derecha a izquierda, usada originalmente en los años 50 y 60. No se cortaba con el auspiciante (la marca de jugos Sunny) llegaba hasta la parte baja y se incluyó también en la parte posterior. Las marcas que estuvieron en la camiseta: Sunny, Movistar, Canal Uno, MPS y Kia. Para la Copa Libertadores se utilizaron 2 novedosos diseños: un negro con la banda y las mangas azules y una blanca con rayas verticales negras y azules.
2008.- En aquella temporada Emelec vistió una casaca marca Umbro, con colores celeste fuerte, y una banda gris en sentido derecha izquierda. 
2009.- En este año la marca que vistió a los eléctricos fue Diadora, con los colores tradiciones azul eléctrico y la banda gris.

### Década del 2010
2010.- A inicios de la década Emelec utilizó una camiseta azul con una flanja de colores degradados que iban del gris al azul oscuro, en sentido izquierdo a derecha.
2011.- Durante la temporada 2011, El equipo del astillero utilizó la marca Astro, una camiseta azul con flanja gris de derecha a izquierda, cuyo bordes se degradaban. 
2012.- Nuevamente Emelec vistió la casaca de marca Astro esta vez con la típica flanja gris de bordes limpios. 
2013.- En esta temporada el equipo eléctrico fue vestido por la marca inglesa Warriors, con colores azul y la flanja gris en sentido derecho hacia la izquierda.
2014.- En el campeonato del año 2014 utilizó una casaca azul con una franja gris de bordes difusos, y cuello redondo. 
2015.- En el año indicado, Emelec uso un uniforme completamente azul eléctrico, con la banda gris en el pecho de sentido derecha a izquierda. 

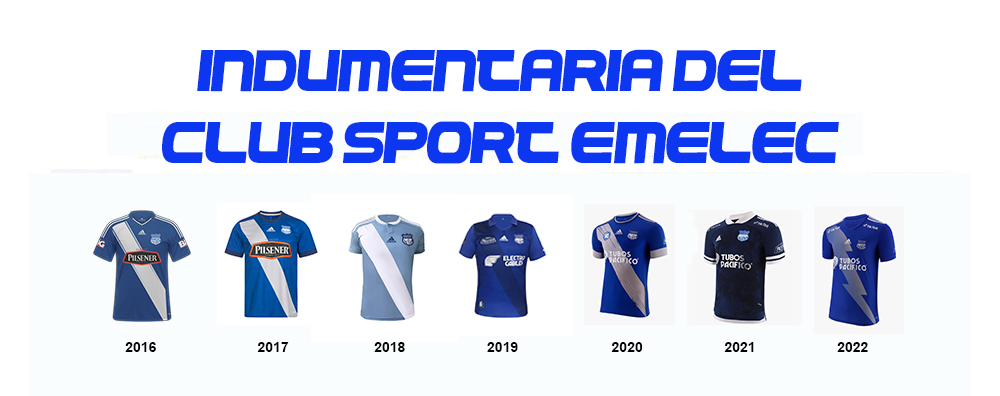

2016.- En ese año, Emelec siendo tricampeón, estrenó su nuevo patrocinador Adidas, fue un uniforme con los típicos colores azul con la franja vertical de color gris. Emelec y su nueva indumentaria, auspiciada por la marca deportiva Adidas, formó parte del videojuego Pro Evolution Soccer 2016.
2017.- En esta temporada utilizó colores más tradicionales azul brillante con la típica banda gris y pantaloneta del mismo color azul brillante. 
2018.- En este año se utilizó una camiseta retro de color celeste en memoria del aniversario del primer campeonato, una camiseta alternativa de color azul marino con vivos turquesa y para partidos internacionales una camiseta azul eléctrica.
2019.- A inicios de año utilizó una variación de los colores tradicionales con la franja azul oscuro, la cual tenía un logo especial de aniversario. La camiseta del 2019 lució un diseño inspirado en el uniforme que usó la selección de Alemania cuando ganó el título mundial en Italia 1990. Está confeccionada con tecnología transpirable climalite que ayuda a la evaporación del sudor, El diseño mostraba un estampado lineal, en diferentes tonos; azul oscuro sobre otro de azul eléctrico, distintivo de Emelec, con un corte clásico, más ancho; silueta recta; cuello redondo de canalé; y mangas cortas.

### Década del 2020
2020.- Este año la camiseta utilizada era de color azul brillante con la banda gris de derecha a izquierda, con pantaloneta también de color azul, mientras tanto el uniforme alterno variaba su camiseta de color celeste con mangas blancas y pantaloneta blanca. La camiseta tenía un estilo urbano y estaba hecha en 100% poliéster reciclado.
2021.- Durante la primera parte del año Emelec utilizó la misma casaca del año 2020, fue hasta septiembre en que utilizó una nueva indumentaria completamente de color azul marino, con cuello y mangas blancas, la tela usó un tejido con tecnología Aeroready.
2022.- En la temporada 2022, Emelec viste una casaca azul eléctrica con una flanja en forma de rayo, color gris en sentido izquierdo derecho.
2023.- En la temporada del 23, Emelec presentó su uniforme en la fecha 11, es una camiseta inspirada en el uniforme del año 1988 (año en que se dio el monumentalazo y témpora en la cual Emelec fue campeón), una combinación bastante tradicional de camiseta azul con pantaloneta gris y medias azules, una combinación que no había utilizado desde el año 2011.  
2024.- El departamento de relaciones públicas del CS Emelec,  anunció la presentación del nuevo uniforme principal y alterno. El diseño del uniforme principal está inspirado en el uniforme del año 1972, cuando Emelec ganó su cuarto título profesional en el campeonato ecuatoriano de fútbol, la camiseta esta diseñada en color azul con una franja horizontal de izquierda a derecha de color plomo oscuro.
2025.- Emelec presentó su indumentaria 2025 el 6 de febrero en la sala de prensa del estadio Capwell, por primera vez la marca presentó un diseño genérico de sus casacas deportivas, aunque en los colores azul y las clásica flanja gris que caracteriza al equipo eléctrico. mientras la camiseta alterna es blanca con vivos azules electicos y sin flanja.

## Variaciones
- Uniforme titular: Camiseta azul con una franja diagonal azul oscuro, pantalón azul oscuro, medias azules.
- Uniforme alterno: Camiseta gris, pantalón gris oscuro, medias grises.

### Evolución uniforme titular
| 1929-1940 | 1940-1946 | 1946-1949 | 1949-1953 | 1954 | 1955 | 1956 | 1957-1960 | 1961-1962, 1964 | 1963 |

| 1965 | 1966, 1976, 2007, 2011 | 1967 | 1968 | 1969-1970, 1972-1973 | 1970 | 1971 | 1974 | 1975 | 1977-1978 |

| 1979-1981, 1982-1983 | 1979 | 1981 | 1983-1984 | 1984 | 1985 | 1987-1988 | 1989 | 1990 | 1991 |

| 1992 | 1993 | 1994 | 1995-1996 | 1996 | 1997 | 1998-2000, 2004, 2006 | 2001-2003, 2004, 2005 | 2008 | 2009 |

| 2010 | 2011 | 2012 | 2013 | 2014 | 2015 | 2016 | 2017 | 2018 | 2019 |

| 2020-2021 | 2021 | 2022 | 2023 | 2024 | Uniforme actual |

| 1929-1940 | 1940-1946 | 1946-1949 | 1949-1953 | 1954 | 1955 | 1956 | 1957-1960 | 1961-1962, 1964 | 1963 |

| 1965 | 1966, 1976, 2007, 2011 | 1967 | 1968 | 1969-1970, 1972-1973 | 1970 | 1971 | 1974 | 1975 | 1977-1978 |

| 1979-1981, 1982-1983 | 1979 | 1981 | 1983-1984 | 1984 | 1985 | 1987-1988 | 1989 | 1990 | 1991 |

| 1992 | 1993 | 1994 | 1995-1996 | 1996 | 1997 | 1998-2000, 2004, 2006 | 2001-2003, 2004, 2005 | 2008 | 2009 |

| 2010 | 2011 | 2012 | 2013 | 2014 | 2015 | 2016 | 2017 | 2018 | 2019 |

| 2020-2021 | 2021 | 2022 | 2023 | 2024 | Uniforme actual |

| 1929-1940 | 1940-1946 | 1946-1949 | 1949-1953 | 1954 | 1955 | 1956 | 1957-1960 | 1961-1962, 1964 | 1963 |

| 1965 | 1966, 1976, 2007, 2011 | 1967 | 1968 | 1969-1970, 1972-1973 | 1970 | 1971 | 1974 | 1975 | 1977-1978 |

| 1979-1981, 1982-1983 | 1979 | 1981 | 1983-1984 | 1984 | 1985 | 1987-1988 | 1989 | 1990 | 1991 |

| 1992 | 1993 | 1994 | 1995-1996 | 1996 | 1997 | 1998-2000, 2004, 2006 | 2001-2003, 2004, 2005 | 2008 | 2009 |

| 2010 | 2011 | 2012 | 2013 | 2014 | 2015 | 2016 | 2017 | 2018 | 2019 |

| 2020-2021 | 2021 | 2022 | 2023 | 2024 | Uniforme actual |

| 1929-1940 | 1940-1946 | 1946-1949 | 1949-1953 | 1954 | 1955 | 1956 | 1957-1960 | 1961-1962, 1964 | 1963 |

| 1965 | 1966, 1976, 2007, 2011 | 1967 | 1968 | 1969-1970, 1972-1973 | 1970 | 1971 | 1974 | 1975 | 1977-1978 |

| 1979-1981, 1982-1983 | 1979 | 1981 | 1983-1984 | 1984 | 1985 | 1987-1988 | 1989 | 1990 | 1991 |

| 1992 | 1993 | 1994 | 1995-1996 | 1996 | 1997 | 1998-2000, 2004, 2006 | 2001-2003, 2004, 2005 | 2008 | 2009 |

| 2010 | 2011 | 2012 | 2013 | 2014 | 2015 | 2016 | 2017 | 2018 | 2019 |

| 2020-2021 | 2021 | 2022 | 2023 | 2024 | Uniforme actual |

### Evolución uniforme alterno
| 1967 | 1968 | 1974 | 1975 | 1976 | 1977 | 1978 | 1979 | 1980 | 1981 |

| 1982 | 1983-1984 | 1985 | 1987-1989 | 1990 | 1992 | 1993 | 1994 | 1995-1996 | 1996 |

| 1997 | 1998 | 1999-2000 | 2001 | 2002 | 2003 | 2004 | 2005 | 2006 | 2007 |

| 2008 | 2009 | 2010 | 2011 | 2012 | 2013 | 2014 | 2015 | 2016 Primer semestre | 2016 Segundo semestre |

| 2017 | 2018 | 2019 | 2020 | 2021 | 2022 | 2023 | 2023-2024 | 2024 | Uniforme actual |

| 1967 | 1968 | 1974 | 1975 | 1976 | 1977 | 1978 | 1979 | 1980 | 1981 |

| 1982 | 1983-1984 | 1985 | 1987-1989 | 1990 | 1992 | 1993 | 1994 | 1995-1996 | 1996 |

| 1997 | 1998 | 1999-2000 | 2001 | 2002 | 2003 | 2004 | 2005 | 2006 | 2007 |

| 2008 | 2009 | 2010 | 2011 | 2012 | 2013 | 2014 | 2015 | 2016 Primer semestre | 2016 Segundo semestre |

| 2017 | 2018 | 2019 | 2020 | 2021 | 2022 | 2023 | 2023-2024 | 2024 | Uniforme actual |

| 1967 | 1968 | 1974 | 1975 | 1976 | 1977 | 1978 | 1979 | 1980 | 1981 |

| 1982 | 1983-1984 | 1985 | 1987-1989 | 1990 | 1992 | 1993 | 1994 | 1995-1996 | 1996 |

| 1997 | 1998 | 1999-2000 | 2001 | 2002 | 2003 | 2004 | 2005 | 2006 | 2007 |

| 2008 | 2009 | 2010 | 2011 | 2012 | 2013 | 2014 | 2015 | 2016 Primer semestre | 2016 Segundo semestre |

| 2017 | 2018 | 2019 | 2020 | 2021 | 2022 | 2023 | 2023-2024 | 2024 | Uniforme actual |

| 1967 | 1968 | 1974 | 1975 | 1976 | 1977 | 1978 | 1979 | 1980 | 1981 |

| 1982 | 1983-1984 | 1985 | 1987-1989 | 1990 | 1992 | 1993 | 1994 | 1995-1996 | 1996 |

| 1997 | 1998 | 1999-2000 | 2001 | 2002 | 2003 | 2004 | 2005 | 2006 | 2007 |

| 2008 | 2009 | 2010 | 2011 | 2012 | 2013 | 2014 | 2015 | 2016 Primer semestre | 2016 Segundo semestre |

| 2017 | 2018 | 2019 | 2020 | 2021 | 2022 | 2023 | 2023-2024 | 2024 | Uniforme actual |

### Modelos especiales
| Copa Libertadores 2007 titular | Copa Libertadores 2007 alterno | Copa Libertadores 2012 y Copa Sudamericana 2012 | Copa Libertadores 2013 y Copa Sudamericana 2013 titular | Copa Libertadores 2013 y Copa Sudamericana 2013 alterno | Copa Libertadores 2014 y Copa Sudamericana 2014 titular | Copa Libertadores 2014 y Copa Sudamericana 2014 alterno | Copa Libertadores 2017 | Copa Libertadores 2018 | Conmemorativa 2019 |

| Copa Sudamericana 2021 alterno | 2023 | 2025 |

| Copa Libertadores 2007 titular | Copa Libertadores 2007 alterno | Copa Libertadores 2012 y Copa Sudamericana 2012 | Copa Libertadores 2013 y Copa Sudamericana 2013 titular | Copa Libertadores 2013 y Copa Sudamericana 2013 alterno | Copa Libertadores 2014 y Copa Sudamericana 2014 titular | Copa Libertadores 2014 y Copa Sudamericana 2014 alterno | Copa Libertadores 2017 | Copa Libertadores 2018 | Conmemorativa 2019 |

| Copa Sudamericana 2021 alterno | 2023 | 2025 |

| Copa Libertadores 2007 titular | Copa Libertadores 2007 alterno | Copa Libertadores 2012 y Copa Sudamericana 2012 | Copa Libertadores 2013 y Copa Sudamericana 2013 titular | Copa Libertadores 2013 y Copa Sudamericana 2013 alterno | Copa Libertadores 2014 y Copa Sudamericana 2014 titular | Copa Libertadores 2014 y Copa Sudamericana 2014 alterno | Copa Libertadores 2017 | Copa Libertadores 2018 | Conmemorativa 2019 |

| Copa Sudamericana 2021 alterno | 2023 | 2025 |

| Copa Libertadores 2007 titular | Copa Libertadores 2007 alterno | Copa Libertadores 2012 y Copa Sudamericana 2012 | Copa Libertadores 2013 y Copa Sudamericana 2013 titular | Copa Libertadores 2013 y Copa Sudamericana 2013 alterno | Copa Libertadores 2014 y Copa Sudamericana 2014 titular | Copa Libertadores 2014 y Copa Sudamericana 2014 alterno | Copa Libertadores 2017 | Copa Libertadores 2018 | Conmemorativa 2019 |

| Copa Sudamericana 2021 alterno | 2023 | 2025 |

## Proveedores y patrocinadores
| Indumentaria  |           |
| Período       | Proveedor |
| 1993          |           |
| 1994-1997     |           |
| 1998-2003     |           |
| 2004-2005     |           |
| 2006          |           |
| 2007          |           |
| 2008          |           |
| 2009          |           |
| 2010-2012     |           |
| 2013-2014     |           |
| 2015          |           |
| 2016-presente |           |

| Patrocinador |                         | |
| Período      | Patrocinador principal  | Patrocinador secundario |
| 1979-1980    | ICESA                   | Ninguno |
| 1981         | Sin patrocinador        | Ninguno |
| 1981-1982    | Seguros Continental     | Ninguno |
| 1983         | Sin patrocinador        | Ninguno |
| 1984-1985    | Banco Continental       | Ninguno |
| 1986         | Banco La Previsora      | Ninguno |
| 1987-1988    | Banco del Progreso      | Ninguno |
| 1989         | Electrocables           | Ninguno |
| 1990         | Galatours               | Ninguno |
| 1991         | La Universal            | Banco de Crédito (mangas). |
| 1992         | Qüin Cola               | Ninguno |
| 1993         | Pepsodent               | Financorp (espalda). |
| 1994         | Vigorade                | Banco del Progreso, Empresa Eléctrica del Ecuador.                                                                                   |
| 1995         | Cerveza Club            | Banco del Progreso, Empresa Eléctrica del Ecuador.                                                                                   |
| 1996         | Cerveza Club            | Ninguno |
| 1997         | Saeta                   | Ninguno |
| 1997         | Cerveza Club            | Ninguno |
| 1998         | Cerveza Club            | Viatecsa (manga). |
| 1999         | Cerveza Club            | Viatecsa, Saeta (mangas). |
| 2000         | Cerveza Club            | Viatecsa, Saeta (mangas); GNC (espalda).                                                                                             |
| 2001         | Cerveza Club            | GNC (espalda). |
| 2002-2003    | Sin patrocinador        | GNC (espalda). |
| 2004-2005    | Cerveza Club            | Toyo Tires (mangas); Prima Electronics (espalda).                                                                                    |
| 2005         | Profit                  | QMC (espalda) |
| 2006         | Pilsener                | Movistar Ecuador; Prima Electronics (espalda); MPS, Canal Uno (mangas).                                                              |
| 2007         | Sunny                   | Kia Motors; Pilsener (mangas); Prima Electronics, QMC (espalda).                                                                     |
| 2008         | LG Electronics          | Pilsener (mangas); Seguros Constitución (espalda).                                                                                   |
| 2009         | PDVSA                   | PDV; Pilsener (mangas); Seguros Constitución, Cuotafácil (espalda).                                                                  |
| 2010         | PDVSA                   | PDV; Pilsener (mangas). |
| 2011         | PDVSA                   | PDV; Pilsener (mangas); Pacificard (espalda).                                                                                        |
| 2012         | PDVSA                   | PDV; Pilsener (mangas); Pacificard, TVCable HD, Shoes Alvarito (espalda).                                                            |
| 2013         | Pilsener                | Gama TV (pecho); Pacificard, TVCable HD, Shoes Alvarito (espalda).                                                                   |
| 2014         | Pilsener                | Gama TV (pecho); Big Cola (mangas); TVCable HD, Pacificard, Shoes Alvarito (costados); TAME (pantaloneta); Roland (medias)           |
| 2015         | Pilsener                | Huawei (pecho); Big Cola (mangas); TVCable HD, Pacificard; TAME (pantaloneta); Roland (medias).                                      |
| 2016-2017    | Pilsener                | Huawei (pecho); Big Cola (mangas); TVCable HD, Pacificard (espalda); Andec (pantaloneta).                                            |
| 2018         | Electrocables           | Pilsener (pecho); Toyo Tires (mangas); TVCable HD, Pacificard (espalda).                                                             |
| 2019         | Electrocables           | Pilsener (pecho); Twitter (manga izquierda); GolTV, Pacificard, Golden Bear lubricants (espalda).                                    |
| 2020         | Tubos Pacífico          | Pilsener (mangas); GolTV, Pacificard, Electrocables (espalda).                                                                       |
| 2021         | Tubos Pacífico          | TikTok (clavícula); Pilsener (mangas), GolTV, Pacificard, Electrocables (espalda).                                                   |
| 2022         | Bet593 Lotería Nacional | TikTok (clavícula); Pilsener (mangas), Pacificard, Electrocables (espalda); Rica Palma (pantaloneta).                                |
| 2023         | Novibet                 | Cruz Azul, Changan Auto (clavícula); Pilsener (mangas), Xtrim, Andalucía (espalda); Tubos Rival (pantaloneta).                       |
| 2024         | Ecuabet                 | Cruz Azul, Sporade (clavícula); Pilsener (mangas), Xtrim, Andalucía, Almacenes España (espalda); Tubos Rival (pantaloneta) ;         |
| 2025         | Bandera de ?            | Cruz Azul, Sporade (clavícula); Pilsener (mangas), Zapping (pecho), Andalucía, Santa Priscila (espalda); Tubos Rival (pantaloneta) ; |